# Subhi al-Tufayli
Subhi al- Tufayli (in arabo صبحي الطفيلي‎?; Brital, 1948) è un politico libanese, cofondatore del partito politico libanese Hezbollah e suo primo segretario generale dall'11 novembre 1989 fino al maggio 1991.